# Município de Fishing Creek (condado de Granville, Carolina do Norte)
Localização da Carolina do Norte nos E.U.A.
O município de Fishing Creek (em inglês: Fishing Creek Township) é um município localizado no  condado de Granville no estado estadounidense da Carolina do Norte. No ano 2010 tinha uma população de 8.169 habitantes.

## Geografia
O município de Fishing Creek encontra-se localizado nas coordenadas 36° 16′ 49,52″ N, 78° 35′ 07″ O.